# 27706 Strogen
27706 Strogen este un asteroid din centura principală de asteroizi.

## Descriere
27706 Strogen este un asteroid din centura principală de asteroizi. A fost descoperit pe 11 octombrie 1985 la Observatorul Palomar de Carolyn S. Shoemaker și Eugene M. Shoemaker. Asteroidul prezintă o orbită caracterizată de o semiaxă mare de 3,15 ua, o excentricitate de 0,19 și o înclinație de 11,0° în raport cu ecliptica.